# Pidonia leucanthophila
Pidonia leucanthophila là một loài bọ cánh cứng trong họ Cerambycidae.